# Fratta (Albona)
Fratta (in croato Presika)  è un insediamento del comune di Albona, nella regione istriana, in Croazia. Nel 2001, la località contava 453 abitanti.

## Società

### Evoluzione demografica
Abitanti censiti